# Stare Biskupice
Stare Biskupice (Duits: Alt Bischofsee) is een dorpje in West-Polen, in het woiwodschap Lubusz. Het telde in december 2015 101 inwoners. Tot 1945 lag het dorp in Pruisen (Duitsland).

## Sport en recreatie
Stare Biskupice ligt aan de Europese Wandelroute E11. De E11 loopt vanaf Scheveningen via Duitsland, Polen en de Baltische staten naar Tallinn. De route komt vanaf Słubice en gaat verder richting Sułów.

### Galerij

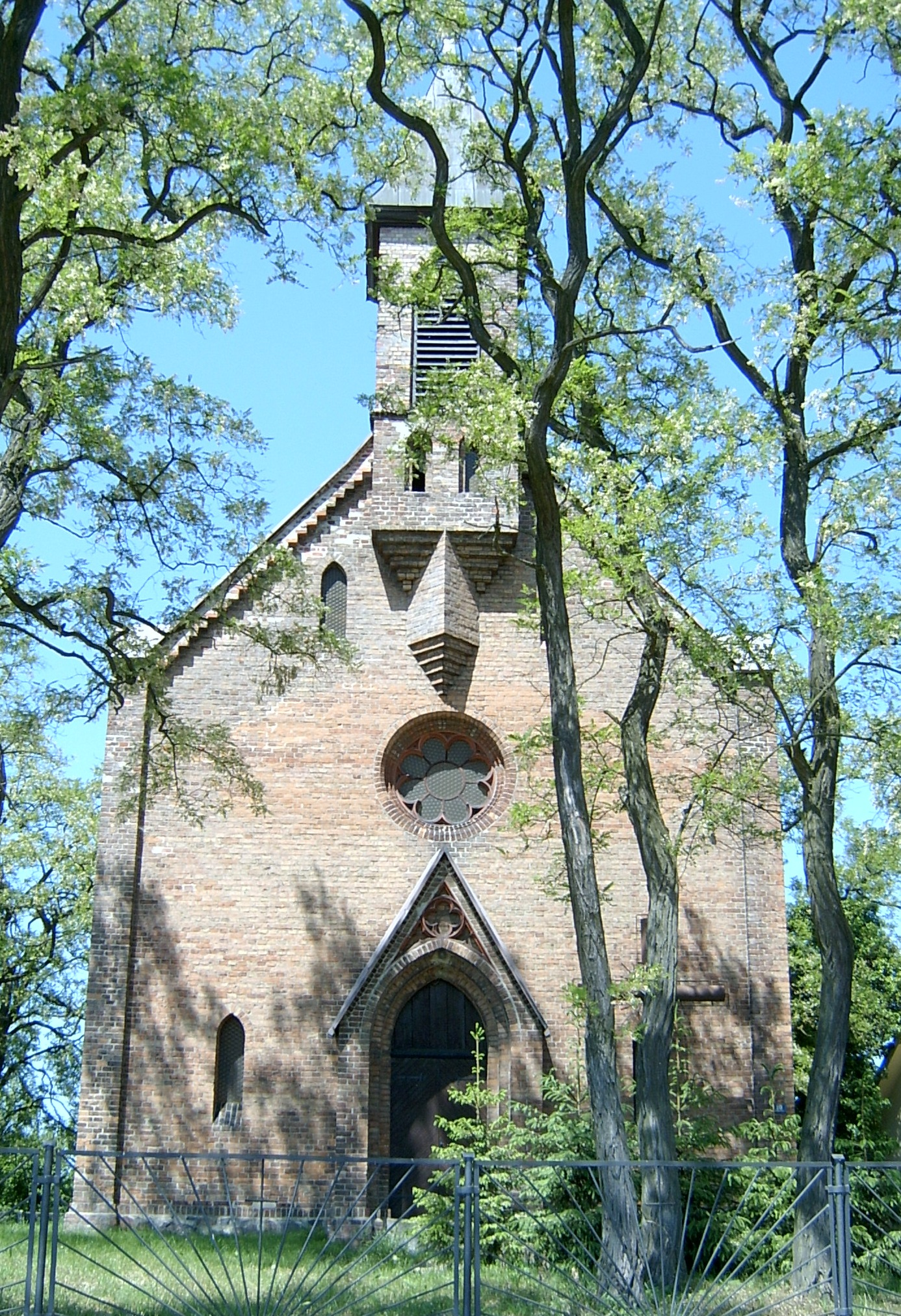
Katholieke kerk in Stare Biskupice
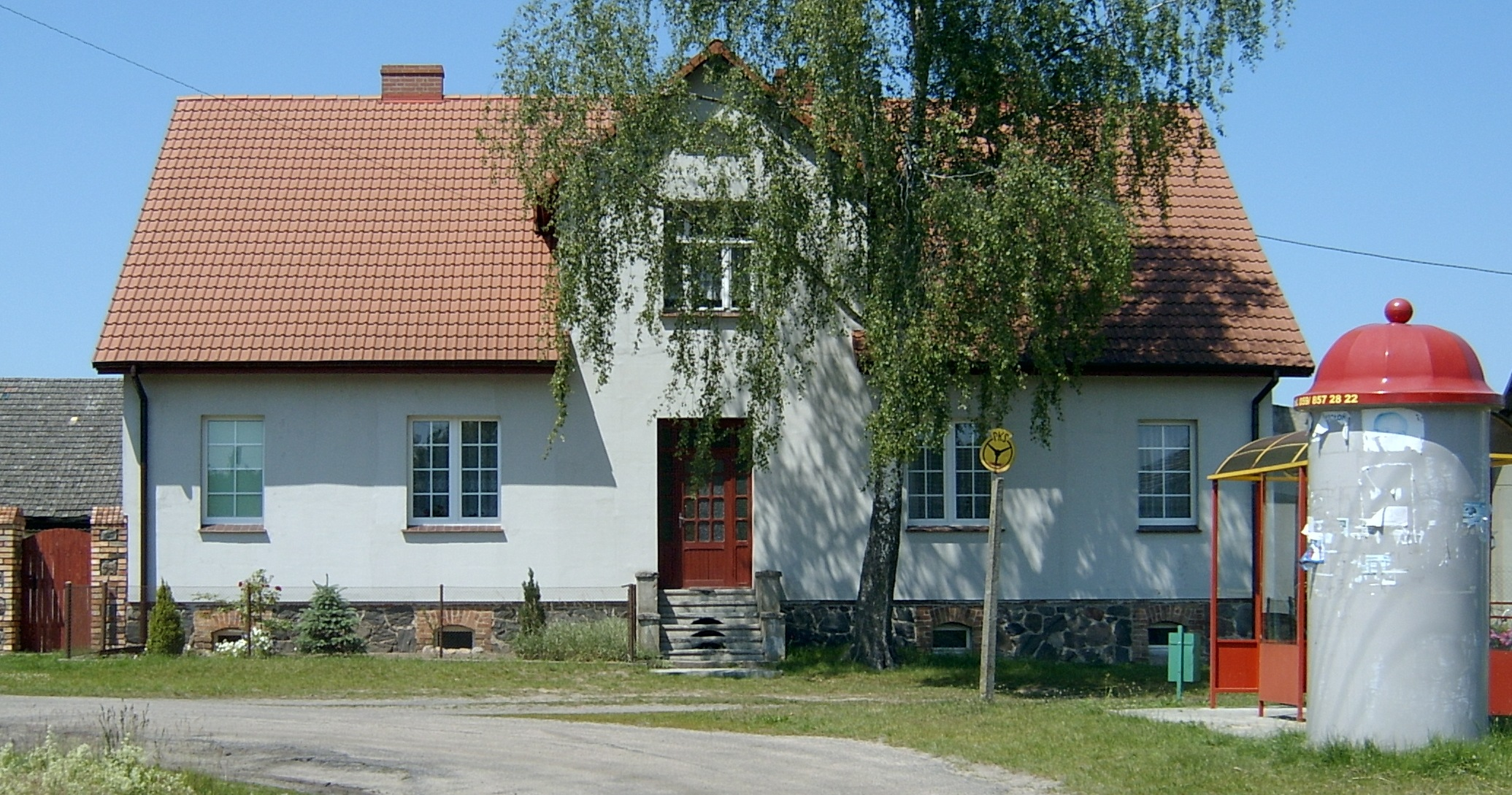
Woonhuis en centrale bushalte